# Robert E. Horton
Robert Elmer Horton (18 de maio de 1875 - 22 de abril de 1945) foi um hidrólogo, geomorfologista, engenheiro civil e cientista de solos norte-americano, considerado por muitos como o pai da moderna hidrologia americana. Uma medalha homônima é concedida pela União Geofísica Americana (AGU) para reconhecer contribuições de destaque para o campo da geofísica hidrológica. A seção de Hidrologia da AGU (que representa cerca de um 3º dos membros da AGU) foi formada em grande parte devido à sua propriedade pessoal (perto de Nova York) que foi legada à AGU.

## História Pessoal
Nascido em Parma, Michigan, ele se formou no Albion College em 1897. Após sua formatura, ele foi trabalhar para seu tio, George Rafter, um proeminente engenheiro civil. Rafter encomendou um estudo de açude, cujos resultados Horton analisou e resumiu. Em 1900, foi nomeado Engenheiro do Distrito de Nova York do Serviço Geológico dos Estados Unidos. Na parte final de sua carreira, ele passou a ser um consultor privado em ciência hidrológica. Sua prática de consultoria incluiu trabalhos acadêmicos (impressão de livros técnicos traduzidos de outras línguas, francês, alemão, italiano, ucraniano) e a realização de pesquisas teóricas e experimentais com um laboratório ao ar livre (Horton Hydrological Laboratory) modelado após o Laboratório Hidráulico de Cornell.

## Contribuições mais amplas em hidrologia
Durante seus estudos sobre os córregos de Nova York, Horton determinou que o grau em que a chuva poderia atingir o aquífero dependia de uma certa propriedade do solo, que ele chamou de capacidade de infiltração. Ele analisou e separou o ciclo da água nos processos de infiltração, evaporação, interceptação, transpiração, escoamento superficial, etc. Horton foi o primeiro a demarcar e rotular essas etapas já conhecidas do ciclo.
Horton é bem conhecido por seu estudo do escoamento máximo e da geração de inundações. Seu conceito de precipitação máxima possível, limitando o efeito da chuva em regiões específicas, teve um grande efeito na meteorologia. Seus estudos sobre o fluxo terrestre ajudaram na compreensão da erosão do solo e forneceram uma base científica para os esforços de conservação do solo. Seu trabalho experimental, inclusive realizado no Laboratório Hidrológico de Horton, abrangeu processos como: processo de derretimento da neve, hidrodinâmica de rios, anéis de vórtice de tempestade, evaporação de lagos e experimentos de velocidade do vento, entre outros. Ele combinou suas observações experimentais com a teoria, e sua abordagem teórica foi tanto empírica quanto física.
Tendo percebido no início de sua carreira que o caráter físico do terreno desempenhava um grande papel na determinação dos padrões de escoamento, ele resolveu isolar os fatores físicos que afetam o escoamento e a descarga de inundação. Ele acreditava que estes incluíam densidade de drenagem, inclinação do canal, comprimento do fluxo terrestre e outros fatores menos importantes. No entanto, no final de sua carreira, ele começou a defender um mecanismo muito diferente de geomorfologia "hidrofísica", que ele acreditava explicar melhor suas observações anteriores.
Horton detalhou sua teoria em um artigo histórico publicado em 1945, apenas um mês antes de sua morte, no Bulletin of the Geological Society of America. Ele resumiu suas conclusões com quatro leis: a lei dos números dos riachos, a lei dos comprimentos dos córregos, os limites da capacidade de infiltração e a relação escoamento-detenção-armazenamento. Seus resultados demonstram que o fator saliente na erosão aquosa do solo é o comprimento mínimo de escoamento terrestre necessário para produzir escoamento suficiente para afetar a erosão. Este trabalho seminal pode ser considerado o fundador da moderna modelagem química de riachos, uma vez que foi o primeiro conjunto abrangente de modelos matemáticos a ligar a hidrologia da bacia com um poluente da água, ou seja, sedimentos. O termo fluxo terrestre de Horton é nomeado após suas realizações em hidrologia.

## Contribuição não reconhecida sobre evaporação
As contribuições de Horton para a teoria da evaporação foram ignoradas por mais de 100 anos e recentemente foi mostrado ter grande valor contemporâneo, para modelos de superfície terrestre que servem como condições de contorno terrestre para modelos climáticos globais. Seu trabalho também fornece uma base física para explicar o famigerado "Paradoxo da Evaporação", que não foi bem compreendido com uma base física sólida;

## Arquivos de sua obra
O Arquivo Nacional em College Park ("Arquivos II") em College Park, Maryland hospeda 94 caixas do trabalho de Horton. Dois hidrólogos, Keith Beven da Universidade de Lancaster, e James Smith da Universidade de Princeton, fizeram uma visita ao arquivo e relataram suas descobertas. Arquivos menores de sua obra parecem existir em vários lugares, Albion College (sua alma mater) e possivelmente em outros lugares.
Uma iniciativa de crowdfunding foi iniciada em 2023 via GoFundMe para recuperar as obras publicadas e inéditas de Horton do Arquivo Nacional, que recebeu contribuições de vários hidrólogos de todo o mundo.